# 平穩世代的韋駄天們
《平穩世代的韋駄天們》是由天原擔任原作、並由酷教信徒作畫的日本漫畫，原為天原在商業出道前於網站新都社上刊載的作品，在重新整理以後於《Young Animal》2018年第17號開始連載，於2024年8月完結。改編電視動畫於2021年7月22日至9月30日播映。

## 角色列表

### 韋駄天
聚集世界各生物的意念而誕生。由於是意念體，因此不需要呼吸及吃飯。就算遭受到各種危及生命的攻擊也不會死亡。可自由改變外觀（身上的衣服、眼鏡等配件），甚至能變出武器來應戰。韋駄天是自然而然誕生的，放置其誕生源不管數百年便會自行誕生；但經由其他韋駄天干涉時，便能立刻從裡面「牽引」出新的韋駄天。而新誕生的韋駄天的外表會與當下祈願意念最強的人類非常相似，但性格反而比較接近其牽引者。
隼人（聲：朴璐美）
於80年前由琳所牽引的韋馱天，從誕生以來便一直跟著琳一同修行。戰力僅次於琳與普蘭提亞，但跟他們仍有不小的差距，修行的過程也往往是被琳吊起來打。
在與琳一同攻擊佐布爾帝國市中心時，種種巧合下救出被關在監獄的修女吉兒蒂娜與其他被害的女性們，並隨即與佐布爾帝國的皇帝竹下相遇並展開決鬥；最後以竹下死亡，隼人身負重傷作收。
隼人在離開戰場後看到新韋駄天的誕生源，並從中牽引出與吉兒蒂娜外表極為相似的新韋駄天——吉兒。一開始他誤以為是吉兒蒂娜，但被她以超高速帶離現場才發現她是新誕生的韋駄天。
伊斯理（聲：緒方惠美）
百年前自然誕生的韋馱天。韋駄天一行人中最有頭腦的。
背地裡組織人類科學家研究韋馱天與魔物，並聯手普蘭提亞參與實驗。
攻擊佐布爾帝國時，擔任總指揮並留守於後方，在得知帶隼人回來的吉兒是剛誕生的新韋駄天之後，便將普蘭提亞帶回來的巴克特進行「洗腦」。
戰後與毘薩拉一直嘗試尋找逃亡的魔族。
後來遭到解除洗腦的毘薩拉背叛，與波菈一起被抓進地下室中，被魔族不斷进行虐殺实验。好在解除洗脑后的毘萨拉很快就意识到自己仍然喜欢伊斯理，于是她联合克力，保下了伊斯理和波菈。不久后，伊斯理在毘萨拉的胁迫下，与其结婚。
波菈（聲：堀江由衣）
在16年前由琳的弟子普蘭提亞牽引而誕生，唯一善良溫柔的常識派韋馱天，擅長無聲移動，能輕鬆改變自身的重量，喜歡與動物交談。
在攻擊佐布爾帝國行動中和伊斯理與克力一同留守於後方，在得知帶隼人回來的吉兒是剛誕生的新韋駄天後感到訝異。
後來與克力被偽造的訊息騙回佐布爾。與被背叛的伊斯里一起遭到費爾蘭蒂亞等人不斷虐殺。
同樣在毘萨拉與克力協助下保住自己與伊斯理，不久後和克力结婚。
琳（聲：岡村明美）
本作中攻擊力最強的韋馱天，為800年前與魔族大戰後唯一倖存的韋駄天。作為普蘭提亞和隼人的師傅帶領他們修行。
過去與普蘭提亞一同治理「薩巴耶爾」。
在攻擊佐布爾帝國行動中率領三名韋馱天一同攻擊佐布爾帝國；途中遭遇由白蘭蒂在暗中控制的傀儡——肌肉四兄弟，以及髮絲襲擊；最後透過直接暴力的手段成功破解白蘭蒂的傀儡。
在打算消滅白蘭蒂之際，歐巴米博士突然現身，並說了不少與琳有關聯的事物，使琳當場動搖。最後在勒死白蘭蒂後放聲痛哭，難以相信歐巴米博士所帶來的事實。
在失意中度過七年歲月，直到目睹怪物吃掉鯨魚才驚醒並開始追蹤該怪物的下落。結果卻誤傷波菈與克力。由於一時無法理解新情況，以致陷入混亂。
在得知伊斯理與波菈失蹤後，用最原始的地毯式搜索兩人。在得知伊斯理與波菈結婚的消息後開始大發雷霆。
普蘭提亞（聲：石田彰）
400年前由琳牽引而誕生的韋駄天。平常遠離其他韋駄天，但經常與伊斯里聯絡並參與了伊斯里的研究，並從中獲得了預期之外的力量。
非常懼怕琳，只要聽到琳的名字就會驚慌失措。
過去與琳一同治理「薩巴耶爾」，透過改變地形、協助治水等，使其成為更適合人類居住的地方。
在攻擊佐布爾帝國行動中與琳和隼人分開行動，任務是負責尋找藏匿於逃難的人類大軍中的魔族並將他們除掉，不過最後並沒有找到任何目標。
和琳會合時看見她突然放聲大哭而感到驚訝。
在未來出現在百貨公司時負責前去消滅，結果卻找不到未來。之後伊斯理知道歐巴M套用其他人皮，才想通在百貨公司的未來與普蘭提亞在更衣室看到的女性，其實都是歐巴M。
在歐巴M控制總部時待在外面，後來趕往總部卻觸發陷阱，別無選擇下只好聯絡涅普特。
吉兒（聲：伊藤靜）
因吉兒蒂娜強烈的意念，並經由隼人的牽引而誕生的新韋駄天，外貌與吉兒蒂娜相同，但性格有點隼人的急性子。經過訓練，七年後的戰力基本上與隼人的水平相當，與隼人一同打贏克力。其驚人的成長速度讓波菈和伊斯理感到驚訝。
用手機來電想知波菈的事就卻沒通話並發現伊斯理與波菈失蹤後聯絡普蘭提亞，讓普蘭提亞意識到情勢有變。

### 魔族
800年前忽然現身的怪物，沒有智慧可言，會吞食眼前所有生物直到世界毀滅後自滅，甚至也會同類相食，是一種既極端又不合理的生物。為韋駄天們的主要討伐對象。可透過施展結界來封印；被琳的師傅們在800年前透過結界封印着。
有極少數的魔族被封印在冰河，由歐巴米博士率領部隊一一喚醒及回收，在佐布爾帝國境內繁殖，並對外稱呼為強化士兵「C・士兵」。
將魔物與人類的嬰兒融合後會誕生「擁有人類大腦的魔族」。他們平時化身成人類型態，並可透過將身體各部位變形作為武器，因此身體變形處變得非常不穩定；亦由於屬於實驗品力量難以穩定下來。
為了消除融合時的不穩定因素，會人為地干涉融合過程。雖然大部分實驗品會失去變形能力，且大幅喪失身為魔族原有的實力；亦有少數魔族在後天透過將能力融入神經系統時產生的副作用獲得知性。而獲得知性的代價則是難以繁殖。
歐巴米博士在經過長達上百年的實驗後，只有未滿400人成功獲得該能力。
若剛誕生的魔族子嗣沒在二周內進行融合，超過二周後會融合失敗，也立即處分魔族實驗體並銷毀。
最後身為魔族的佐布爾帝國皇帝竹下與皇后白蘭蒂以及剩餘魔族被琳一行人及毘薩拉率領的部隊殲滅，佐布爾帝國正式滅國，並在韋駄天指示下重建成新國家：「新佐布爾帝國」。
歐巴米博士/魔王OVER M（聲：長）
佐布爾帝國軍兵器開發局局長，雖然外表與人類無別，內在卻是遙距遙控的機器人。真身充滿謎團，韋駄天和魔族都有人怀疑他的身份，韋駄天侧的伊斯理怀疑他是封印结界内的魔族产生的“韋駄天”，琳准备打倒白蘭蒂时出现，提到了他的记忆有很多只有琳和封印魔族结界的爷爷们才知道的事，甚至给魔族命名的风格都意外地一样。似乎和琳有所關聯。
70年前以皇帝「歐巴馬」稱位時為稱霸世界而利用魔族，由於知曉長期稱位會引起人類的懷疑，因此讓位給竹下，同時發布自己逝世的消息，順便改名「歐巴米」加入軍隊的化學班。
佐布爾帝國灭国后，暗中与可蘭辛、未来取得联系，并由未来策划，魔王使用机器人变装吸引出韋駄天们，并拿下了伊斯理和波菈，在自己一个隐蔽研究设施裡讓可蘭辛等人虐待研究。
竹下（聲：宮本充）
佐布爾帝國皇帝，外表看似長得很普通的大叔，但實際上其實力在本作中能排行到前五名。
由於琳一行主動攻擊自國緣故，不得已和妻子一同出擊迎敵，自己則在監獄和隼人相遇並決鬥。
決鬥則以竹下死亡，隼人身受重傷完結。臨終前原本打算照歐巴米博士指示按下發射核彈按鈕，最終卻直接毀掉發射器，令在旁陪伴的吉兒蒂娜認定雖然其壞事做盡，卻依然帶有人性。
最後勸吉兒蒂娜趕快逃離到霍塔耶納，過上和平的生活後，就此在吉兒蒂娜面前逝去。
白蘭蒂（聲：本名陽子）
佐布爾帝國王妃，戰鬥力可與尼可相比。在大戰後期，由於得知尼可死亡，加上擔心自己出陣可能無法活著回來，因此命令自己的小孩帶着一名有好感的對象逃往國外。
由於琳一行主動攻擊自國緣故，不得已和丈夫一同出擊。與琳大戰時透過髮絲暗中控制已死的肌肉四兄弟，以及用髮絲襲擊琳。
原以為可以髮絲控制屍體來拖延時間逃亡，沒料到被琳破解其招數，被琳透過纏繞在屍體上的髮絲拉出躲藏處。琳透過一擊全滅所有傀儡，只剩她本人。最後打算趁歐巴米與琳談話時偷襲，反被琳反擊，打算垂死掙扎時被琳勒死。
毘薩拉（聲：瀨戶麻沙美）
佐布爾陸軍大將。具有壓倒性的實力，足以率領龐大軍隊，卻因獲得知性而對性方面感到羞恥的少女。
企圖偷襲伊斯理反被伊斯理放出的混合了麻藥與魅藥的混合瓦斯而無法動彈，隨即被伊斯理進行“實驗”，徹底洗腦後將任何與魔族有關的情報全盤托出及隼人一行，與克力，涅普特一起擔任隼人及波菈的武術教練。
作為伊斯理計畫中以軍事政變的首謀者，與涅普特和克力一同執行軍事政變。之後協助伊斯理負責的新佐布爾帝國相關事務。后来魔王找到毘薩拉并解除了她的洗脑后，将伊斯理和波菈抓走，让魔族虐待和研究。但由于被洗脑期间对伊斯理产生爱慕之心，毘萨拉联合克力保住了伊斯理和波菈的性命。后在未来的操作下，毘萨拉负责监管伊斯理，并与其“结婚”。
涅普特（聲：天田益男）
佐布爾海軍大將。與竹下是同世代，雖然外表看似50歲，實際年齡卻超過80歲。
實力雖然堅強，但無法對身為韋駄天的普蘭提亞造成實質傷害，最後被隼人一行人帶到伊斯理的研究室，和克力一起遭受到伊斯理的洗脑“实验”。
告訴隼人一行人與他竹下在70年前相遇時，當時的「歐巴馬」皇帝即歐巴米博士的事。與毘薩拉，克力一起擔任隼人及波菈的武術教練。
克力（聲：石上靜香）
少年兵，在軍事會議上提出的意見總是與食物有關。與毘薩拉是姊弟關係。
無法對隼人造成實質傷害，因被波菈踢到要害加上疲累而投降，被隼人一行帶著到伊斯理的研究室和涅普特一起遭受到伊斯理的洗脑“实验”，與毘薩拉，涅普特一起擔任隼人及波菈的武術教練。
兩年後外表變得帥氣且實力提升能和隼人互相高下，並且对波菈似乎有喜欢的倾向。之后被毘薩拉召回佐布爾并让魔王解除洗脑状态，但波菈被虐待時有於心不忍的感覺。于是，克力联合毘萨拉保住了伊斯理和波菈的性命。随后在未来的操作下，克力负责监管波菈，并与其“结婚”。
尼可（聲：上坂堇）
佐布爾防衛士官長，本作中戰鬥力最強的魔族之一。高傲地單挑韋駄天當中最強的琳，卻迎來自己的敗亡。最終遺體被送往到伊斯理的研究所。
未來（聲：伊瀬茉莉也）
佐布爾軍的調教師。專門調教被俘虜的女性、以享受色情為最優先的變態女。因調教過頭使男性魔族們對她抱持不佳的評價。具有異於常人的洞察力，曾懷疑過歐巴米博士的真身。
受歐巴米博士委託調查與韋駄天相關的資料後，認定佐布爾帝國完全沒有方法能打贏韋駄天，最後帶烏梅、梅爾可與兩名男嬰一同逃往國外，之后找到一个蛰居女子杀害后去取代其身份作为藏身掩护。在巴茲的怪物孩子开始作乱时，乘机成功与魔王取得了联系，也帮助可蘭辛与魔王取得安全的联系，利用带出来的男婴和梅爾可一起进行魔族后代繁育。与魔王合作引出韋駄天们，拿下伊斯理和波菈，并从毘薩拉的情报中得知魔王是魔族诞生的韋駄天的秘密。
巴克特（聲：龍田直樹）
帝國區公所「活跳跳育兒支援課」係長，外表是位年過半百的禿頭大叔，實際擅長大量情報處理。
攻擊佐布爾帝國行動中和比爾羅夫一同被涅普特抓到，最後被普蘭提亞帶走，被伊斯理洗腦實驗後轉而協助毘薩拉率領的部隊殲滅剩下的魔族。
之後支援伊斯理並協助處理新佐布爾帝國相關事務。
吉薩堤（聲：加瀨康之）
佐布爾防衛軍少尉，尼可身亡後用無線電報告他的死亡以及無法對韋駄天造成傷害的事實，在被琳察覺自己的藏身處後隨即被殺死。
梅莉亞諾（聲：德井青空）
佐布爾空軍少校，是巴茲的喜愛對象。与巴茲一起找毘薩拉帮助时一同被灭口。
烏梅（聲：鹿糠光明）
優秀產婆，持有將誕生的魔物體內取出，與人類融合並養育的能力。
梅爾可（聲：近藤玲奈）
婦產科助手，拥有触手般的头发，在未来找到一个蛰居女子后让其杀害并取下她的人头作为皮物用来对外应酬用。
可蘭辛（聲：木村良平）、菈琪（聲：牧野由依）、巴茲（聲：福原綾香）
佐布爾帝國的大王子、二公主、三王子，為竹下與白蘭蒂的直系血統。身為魔族的能力不高，因此被母親白蘭蒂命令帶着一名有好感的對象逃往國外。
可蘭辛的能力类似伊斯理，擅长研究分析，和费尔兰蒂亚打掉了一个人类黑社会的隐蔽处来获得藏身处，曾经借别人之手通过电话来联系上魔王，但很快也被韦驮天们发现而不够安全，之后通过魔王的转接下也成功联系上未来。
菈琪的能力类似母亲白蘭蒂，擅长操纵头发，但强度不及母亲。十分喜欢柯洛特。之后和柯洛特也逃亡到某个无人地方，也繁育过后代。
巴茲和梅莉亞諾逃到一个无人岛繁育后代，两年后生出了怪物孩子，但由于无法控制住怪物一样的孩子，曾经向毘薩拉等人求救，但由于超过时间的孩子无法进行融合，而且也无法提供其他人的情报，最终被灭口。
提塔（聲：衣川里佳）
烏梅所帶的兩名男童中其中一位金短髮少年。

### 人類
於八百年前遭遇差點被魔族滅絕的危機。以侵略國「佐布爾帝國」、宗教國「薩巴耶爾」、自由主義國「霍塔耶納」作為本作的主要舞台。並有核武器設施。
比爾羅夫（聲：山野井仁）
佐布爾帝國宰相，是伊斯理計畫中扶持新佐布爾帝國的重要人物。
後來成為新佐布爾帝國的新任領袖並掌管。
影木岐（聲：下野紘）
比爾羅夫直屬部下，因在竊聽佐布爾眾將領會議時被尼可發現而滅口。
皮特（聲：富田美憂）
佐布爾帝國新兵，擔任司令部的通訊員。
佐布爾帝國滅國後投降並加入比爾羅夫為主的新佐布爾帝國並協助韋駄天們。
七年後與其他人參加吉兒主辦的葬禮。
費爾蘭蒂亞（聲：小林優）
佐布爾第七風俗街老大，是可蘭辛的喜愛對象。小时候与未来相识。
柯洛特（聲：置鮎龍太郎）
佐布爾王室執事，是菈琪的喜愛對象，其能力是挖掘無數個地下通道，實際已知菈琪是人類與魔族混血，沒真心喜歡而是利用她。
吉兒蒂娜（聲：伊藤靜）
簡稱吉兒，佐布爾帝國入侵凱德自治區中的教會修女，被佐布爾士兵輪姦後帶走作為繁殖奴隸，在監獄中被未來性騷擾。因着自身的無力，只能持續透過祈禱祈求獲得拯救。
後來因琳一行主動攻擊佐布爾帝國，因緣巧合下隼人來到監獄，解救了自己與其他被害女性們。
作為隼人與竹下間決鬥的見證人，在看見身受重傷的隼人擊敗瀕死的竹下後，原打算要拯救竹下，卻因竹下說明自身不是人類，勸她放棄拯救後放棄。
由於目睹竹下在其眼前死亡，卻無法拯救而感到無力，吶喊着希望自身能獲得力量，來拯救他人，而觸發韋駄天誕生的三大條件，並藉隼人的牽引，而誕生了一名與自己極為相似的新生韋駄天。
七年後自行替已戰死的佐布爾士兵舉行葬禮。
扎奇斯·亞扎（聲：石住昭彦）
「薩巴耶爾」第三代大教宗並治理此國，在出兵侵略佐布爾帝國前進行演講的途中，因伊斯理與波菈的到來，並對他們所説的「神是真的存在」而感到訝異。
在伊斯理與波菈的到來時下令攻擊，其後因波菈展現其身為韋駄天的能力後和眾人一同跪拜，並向波菈說明此國家誕生的過程。
作為伊斯理計畫中的一員，和「霍塔耶納」結盟並到佐布爾帝國進行人道救援，同時維持着三國互相制衡的情勢。
蹙徜·梓尤強（聲：德本英一郎）
「薩巴耶爾」武鬥派僧兵長，因着伊斯理展示其能力，將餐具扭曲並揉成一團後感到驚愕。
勝鐮博士（聲：山本正剛）
隸屬伊斯理的私人研究所男大姊科學家。接受伊斯理的委託而研究魔族。曾是佐布爾帝國開發局的職員。有着因歐巴米博士指示的研究過於無理而離職的經歷。

## 出版書籍
| 卷數 | 白泉社         | 白泉社                 |
| 卷數 | 發售日期       | ISBN                   |
| ---- | -------------- | ---------------------- |
| 1    | 2019年1月29日  | ISBN 978-4-5921-6321-3 |
| 2    | 2019年11月12日 | ISBN 978-4-5921-6322-0 |
| 3    | 2020年8月11日  | ISBN 978-4-5921-6323-7 |
| 4    | 2021年6月29日  | ISBN 978-4-5921-6324-4 |
| 5    | 2021年7月29日  | ISBN 978-4-5921-6325-1 |
| 6    | 2022年6月29日  | ISBN 978-4-5921-6326-8 |
| 7    | 2023年2月28日  | ISBN 978-4-592-16327-5 |
| 8    | 2023年12月27日 | ISBN 978-4-592-16328-2 |
| 9    | 2024年10月29日 | ISBN 978-4-592-16329-9 |

## 電視動畫
在2020年8月11日當日開始發售的第3卷漫畫的書腰中公佈了該作決定改編為電視動畫的消息。11月5日，宣布將於2021年7月在富士電視台「noitaminA」時段播映，動畫製作公司為MAPPA。

### 主題曲
片頭曲《聖人遊行》（聖者の行進）
作詞、作曲、編曲、主唱：木谷龍也
片尾曲《雷火》
作曲、編曲：TAKU INOUE，作詞：てにをは，主唱：ナナヲアカリ

### 各話列表
| 話數   | 日文標題 | 中文標題 | 劇本     | 分鏡       | 演出     | 作畫監督                                                              | 電視首播日期 （2021年） | 網路首播日期 （2021年） |
| ------ | -------- | -------- | -------- | ---------- | -------- | --------------------------------------------------------------------- | ----------------------- | ----------------------- |
| 第01話 |          | 平穩     | 瀨古浩司 | 城所聖明   | 城所聖明 | 大津直（總作畫監督）、藤田亞耶乃 本田敬一、松岡秀明                   | 7月22日                 | 7月22日                 |
| 第02話 |          | 黑南     | 瀨古浩司 | 城所聖明   |          | 柴田志朗、 KIM YONG SIK、齋藤美香                                     | 7月29日                 | 7月22日                 |
| 第03話 |          | 飄       | 瀨古浩司 | 竹之内和久 | 種村綾鷹 | 淺尾宏成、高橋渚 輿石曉、KIM YONG SIK                                 | 8月5日                  | 7月29日                 |
| 第04話 |          | 黃雀     | 瀨古浩司 |            |          | 鈴木幸江、松岡秀明、朴旲烈                                            | 8月12日                 | 8月5日                  |
| 第05話 |          | 色       | 瀨古浩司 | 城所聖明   | 關曉子   | 本田敬一、、藤田亞耶乃、小笠原篤                                      | 8月19日                 | 8月12日                 |
| 第06話 |          | 煙       | 瀨古浩司 | 森本育郎   | 大峰輝之 | 鈴木幸江、柴田志朗、高橋渚 松岡秀明、五十子忍                         | 8月26日                 | 8月19日                 |
| 第07話 |          | 業       | 瀨古浩司 |            | 下司泰弘 | 淺尾宏成、輿石曉 山本真夕子、柴田志朗                                 | 9月2日                  | 8月26日                 |
| 第08話 |          | 韋駄天   | 瀨古浩司 |            | 關曉子   | 松岡秀明、鈴木幸江、五十子忍 、藤田亞耶乃                             | 9月9日                  | 9月7日                  |
| 第09話 |          | 陰       | 瀨古浩司 | 森本育郎   | 下司泰弘 | 本田敬一、柴田志朗 浅尾宏成、輿石暁                                   | 9月16日                 | 9月14日                 |
| 第10話 |          | 魔       | 瀨古浩司 |            |          | 鈴木幸江、小笠原篤、松岡秀明 、高橋渚                                 | 9月23日                 | 9月21日                 |
| 第11話 |          | 腥       | 瀨古浩司 | 城所聖明   | 城所聖明 | 五十子忍、藤田亞耶乃、山本真夕子、柴田志朗 浅尾宏成、輿石暁、鈴木幸江 | 9月30日                 | 9月28日                 |

### 藍光&DVD
| 卷數 | 發售日期       | 收錄話數      | 規格編號   | 規格編號   |
| 卷數 | 發售日期       | 收錄話數      | 藍光版     | DVD版      |
| ---- | -------------- | ------------- | ---------- | ---------- |
| 1    | 2021年10月27日 | 第1話－第3話  | ANZX-14301 | ANZB-14301 |
| 2    | 2021年11月24日 | 第4話－第7話  | ANZX-14302 | ANZB-14302 |
| 3    | 2021年12月22日 | 第8話－第11話 | ANZX-14303 | ANZB-14303 |

## 外部連結
- 漫畫官方網站（日語）
- 電視動畫官方網站（日語）
- 電視動畫的X（前Twitter）（日語）